# Listă de localități din cantonul Nidwald
În cantonul Nidwald sunt în anul 2009, 11 comune.
| Stema           | Numele comunei  | Locuitori 31 decembrie 2008 | Suprafața in km² | Locuitori/ /km² |
| --------------- | --------------- | --------------------------- | ---------------- | --------------- |
| Beckenried      | Beckenried      | 3231                        | 32.95            | 98              |
| Buochs          | Buochs          | 5305                        | 12.04            | 441             |
| Dallenwil       | Dallenwil       | 1775                        | 15.48            | 115             |
| Emmetten        | Emmetten        | 1219                        | 28.63            | 43              |
| Ennetbürgen     | Ennetbürgen     | 4268                        | 17.70            | 241             |
| Ennetmoos       | Ennetmoos       | 2040                        | 14.95            | 136             |
| Hergiswil       | Hergiswil (NW)  | 5445                        | 17.00            | 320             |
| Oberdorf        | Oberdorf (NW)   | 3123                        | 16.20            | 193             |
| Stans           | Stans           | 7789                        | 11.08            | 703             |
| Stansstad       | Stansstad       | 4518                        | 17.11            | 264             |
| Wolfenschiessen | Wolfenschiessen | 2024                        | 92.76            | 22              |